# المسيحية في جزيرة القيامة

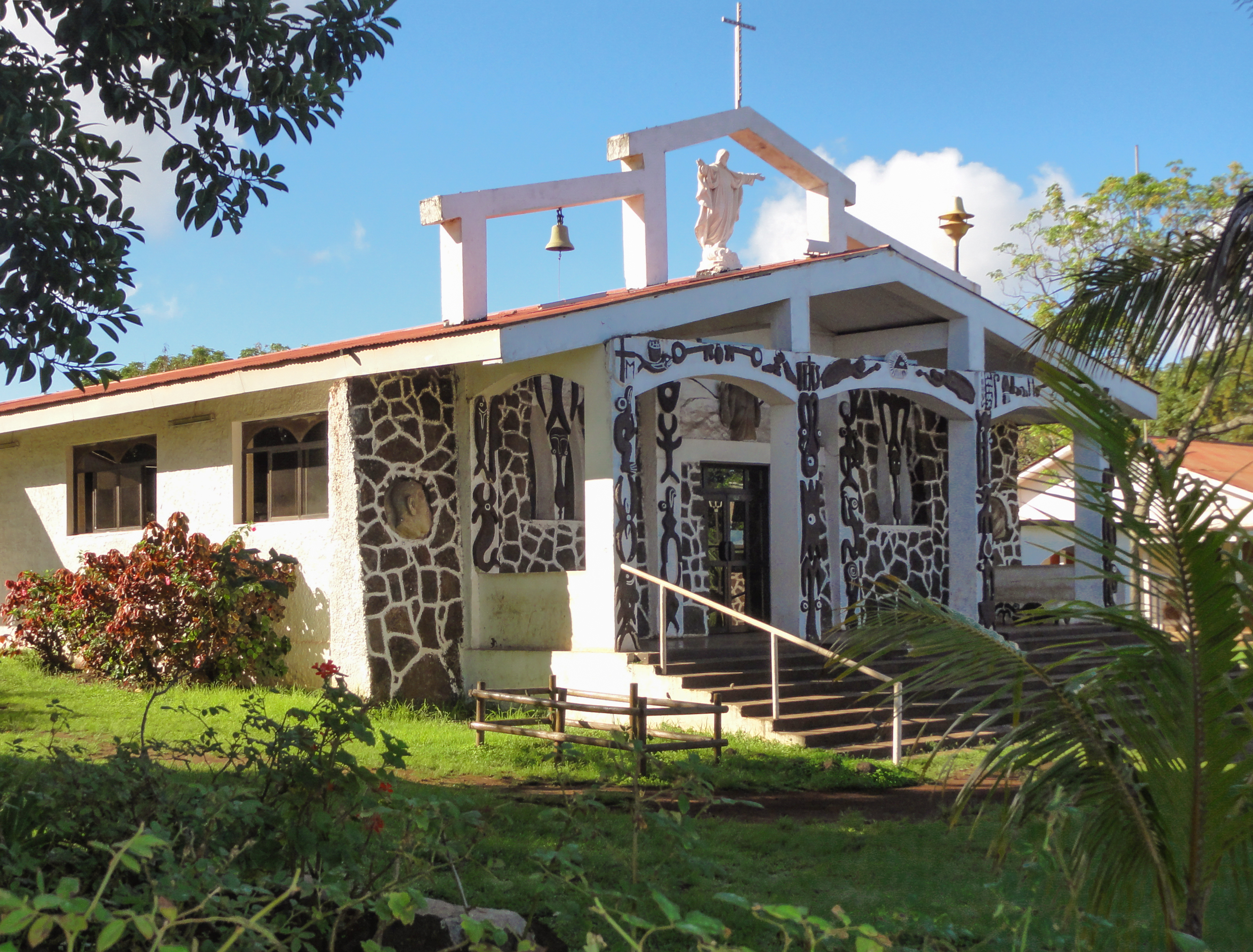
كنيسة كاثوليكيَّة في مدينة هانجا روا.

تُشكل المسيحية في جزيرة القيامة أكثر الديانات إنتشاراً بين السكان، حاليًا المسيحية على مذهب الكنيسة الرومانية الكاثوليكية هي المذهب السائد في جزيرة القيامة. في 5 أبريل عام 1722 عثر المستكشف الهولندي ياكوب روغيفين على الجزيرة في اليوم الذي وافق عيد القيامة المسيحي ولذلك فقد أطلق على الجزيرة اسم العيد نفسه ولهذا يُطلق عليها جزيرة القيامة. دخلت المسيحية إلى الجزيرة من خلال البعثات التبشيرية والإستيطان الأوروبي، بعد وصول الأوروبيين الأوائل، تم الشروع في عام 1878 ببناء الكنيسة الأولى من قبل المبشرين الكاثوليك الذين وصلوا رسميًا في عام 1864. وفقًا للتقاليد الشفوية التي سجلها المبشرون في غقد 1860، كان للجزيرة في الأصل نظام طبقي قوي: أريكي، أو رئيس أعلى، يتمتع بقوة كبيرة على تسع عشائر أخرى ورؤساءهم.
قام جان بابتيست دوترو بورنييه بشراء كل الجزيرة بصرف النظر عن منطقة المبشرين حول هانجا روا ونقل بضع المئات من رابا نوي إلى تاهيتي للعمل مع مؤيديه. ضمت تشيلي جزيرة القيامة لها في 9 سبتمبر عام 1888 بواسطة بوليكاربو تورو عن طريق «معاهدة ضم الجزيرة» (بالإسبانيَّة: Tratado de Anexión de la isla). وقع تورو، ممثلا لحكومة تشيلي، مع أتامو تيكينا، الذي عينه المبشرون الكاثوليك «ملكًا» بعد وفاة الزعيم الأعلى ووريثه. يشكل شعب رابا نوي الأصلي حوالي 60% من السكان، في حين يشكل التشيليين حوالي 39% من السكان، وتعتنق كليهما الكاثوليكية ديناً.